# Nemegtosauridae

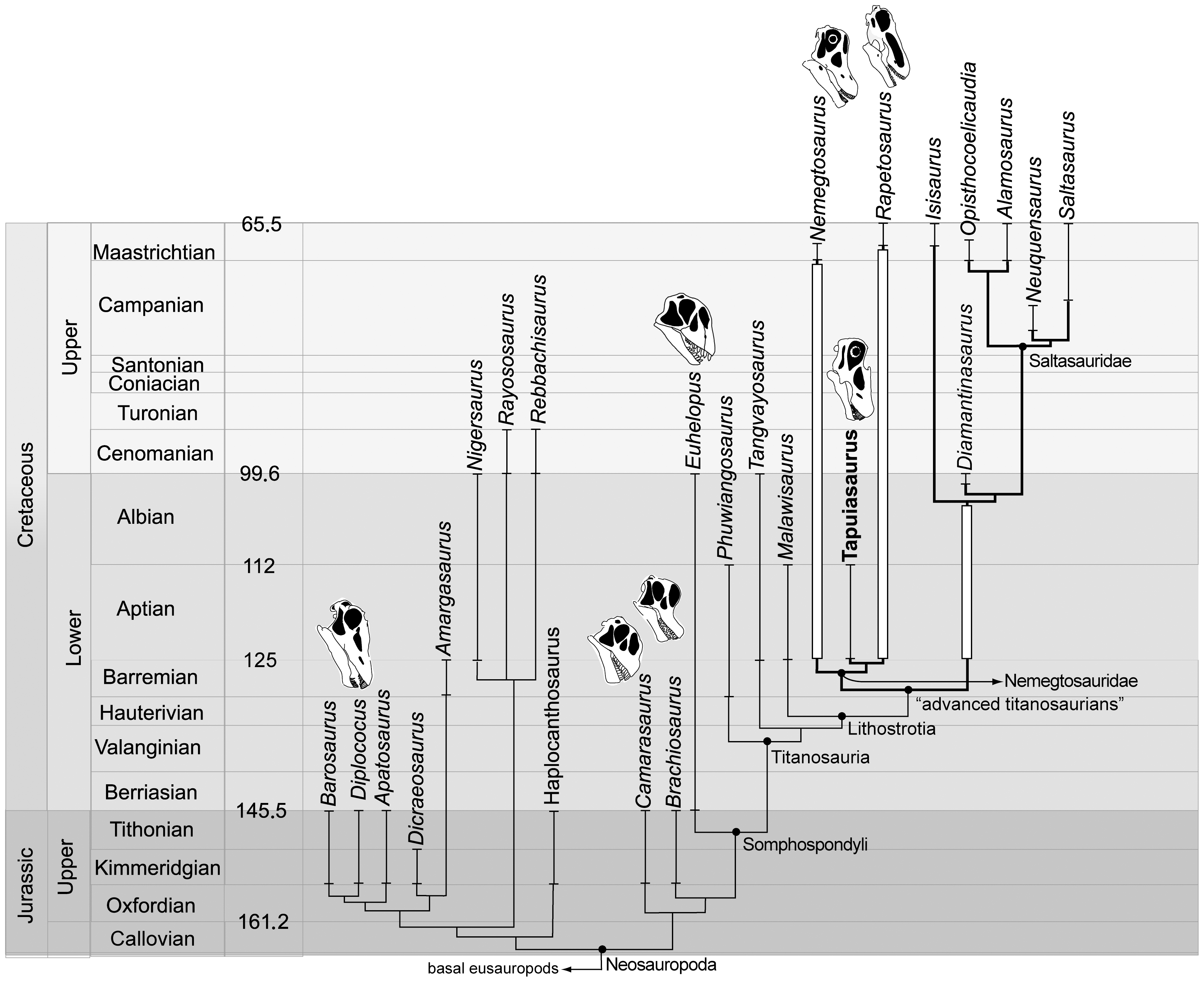
Systematische Position von Tapuiasaurus und der Nemegtosauridae innerhalb der Sauropoden. Aus Zaher und Kollegen, 2011.

Die Nemegtosauridae sind eine Gruppe sauropoder Dinosaurier innerhalb der Titanosauria. Während sie ursprünglich lediglich die Gattungen Nemegtosaurus und Quaesitosaurus umfasste, wurden ihr in jüngerer Zeit weitere Gattungen zugeschrieben – diese Zuordnungen variieren jedoch je nach Autor. Die Gültigkeit der Nemegtosauridae ist nicht allgemein akzeptiert, so wird der Name von vielen Forschern nicht verwendet. Als Gruppe abgeleiteter (fortgeschrittener) Titanosauria werden die Nemegtosauridae häufig den Saltasauridae gegenübergestellt, einer anderen abgeleiteten Titanosauria-Gruppe, die beispielsweise Saltasaurus und Opisthocoelicaudia umfasst.

## Forschungsgeschichte
Das Taxon Nemegtosauridae wurde 1995 von Barrett und Upchurch aufgestellt, um die Gattungen Nemegtosaurus und Quaesitosaurus zusammenzufassen. Beide Gattungen sind lediglich durch Schädel bekannt, deren Morphologie starke Ähnlichkeiten mit jener der Diplodocoidea zeigt. Tatsächlich wurde die Nemegtosauridae anfangs zusammen mit allen anderen Titanosauriern innerhalb der Diplodocoidea eingeordnet. Erst Salgado und Kollegen (1997) und Wilson und Sereno (1998) zeigten, dass Titanosaurier tatsächlich näher mit Brachiosaurus-ähnlichen Formen verwandt waren. Obwohl beide Studien nahelegten, dass auch die Nemegtosauridae innerhalb oder als Verwandte der Titanosaurier einzuordnen ist, hielten einige andere Forscher an eine Einordnung innerhalb der Diplodocoidea fest. Beispielsweise führen Upchurch und Kollegen (2004) die Nemegtosauridae als Vertreter der Diplodocoidea, während sie die Titanosauria in die nähere Verwandtschaft der Brachiosaurus-ähnlichen Formen stellen. Mit der Entdeckung von Rapetosaurus wurde erstmals ein Titanosaurier bekannt, von dem vollständiges Schädelmaterial in Verbindung mit dem Restskelett erhalten ist: Diese Entdeckung zeigt, dass Titanosaurier tatsächlich einen Diplodocoideen-ähnlichen Schädel aufwiesen. Diese Schädelform muss sich folglich bei Diplodocoideen und Titanosauriern unabhängig voneinander herausgebildet haben (konvergente Evolution). Heute ist die Einordnung der Nemegtosauridae innerhalb der Titanosauria allgemein akzeptierter Konsens.

## Definition und gemeinsam abgeleitete Merkmale
Die erste Definition der Gruppe stammt von Upchurch und Kollegen (2004), welche die Nemegtosauridae jedoch innerhalb der Diplodocoidea klassifizierten: Laut diesen Autoren ist die Nemegtosauridae ein stammlinienbasiertes Taxon (steam-based-definition), dass alle Taxa mit einschließt, die näher mit Nemegtosaurus als mit Diplodocus verwandt waren. Wilson (2005) sieht die Nemegtosauridae als Vertreter der Titanosauria und änderte die Definition: So sind die Nemegtosauridae ein stammlinienbasiertes Taxon, das alle Taxa mit einschießt, die näher mit Nemegtosaurus als mit Saltasaurus verwandt waren. Wilson schlug des Weiteren verschiedene gemeinsam abgeleitete Merkmale (Synapomorphien) vor, welche die Gruppe von anderen Gruppen abgrenzen sollen: Beispielsweise zeigte das Tränenbein (Lacrimale) einen Fortsatz auf der Vorderseite; des Weiteren wiesen die Zahnkronen einen dünnen Querschnitt auf. Die Zähne des Dentale wiesen einen kleineren Durchmesser auf als die des Zwischenkieferbeins (Prämaxillare) und des Oberkiefers (Maxillare), wie bei Diplodocus.

## Gattungen
Während die Gruppe ursprünglich lediglich Nemegtosaurus und Quaesitosaurus umfasste, wurden bis heute weitere Gattungen der Gruppe zugeschrieben. So gibt Wilson (2005) an, dass der Gruppe zusätzlich mindestens Rapetosaurus zugeordnet werden müsste. Weitere Gattungen führt er als mögliche weitere Nemegtosauriden, darunter Opisthocoelicaudia, Antarctosaurus wichmannianus, cf. "Antarctosaurus" septentrionalis, Mongolosaurus, Phuwiangosaurus und Bonitasaura. Zaher und Kollegen (2011) schreiben die neuentdeckte Gattung Tapuiasaurus ebenfalls den Nemegtosauridae zu.